# Europavej E10
Europavej 10 (E10), er en europavej som går mellem Å i Lofoten og Luleå i Sverige. Den norske del har fået betegnelsen Kong Olav Vs vej. Vejen krydser rigsgrænsen på Bjørnfjell nord for Narvik.
Forløbet er fastlagt af UNECE: Å i Lofoten – Narvik – Kiruna – Luleå.
Vejen gik tidligere omkring Melbu, Stokmarknes og Sortland, men en ny strækning mellem Fiskebøl og Gullesfjordbotn («Lofast») åbnede 1. december 2007. Delstrækningen mellem Fiskebøl og Raftsundet blev åbnet i 1998.